# Royal Street
Royal Street è una strada nel quartiere francese di New Orleans, Louisiana, Stati Uniti. È una delle strade originali della città, risalente all'inizio del XVIII secolo ed è conosciuta oggi per i suoi negozi di antiquariato, gallerie d'arte e hotel.
La strada inizia da Canal Street e si estende fino ad Esplanade Avenue. Royal Street attraversa il quartiere francese ed è parallela a Bourbon Street.
La zona è stata classificata come una delle vie più costose al mondo per fare acquisti. Royal Street contiene anche ristoranti e hotel, in particolare l'Hotel Monteleone, un grattacielo a conduzione familiare fondato alla fine del XIX secolo.
Nonostante gli effetti catastrofici dell'uragano Katrina, la vie fu risparmiata dall'alluvione.
A Royal Street fu girata la scena del duello finale tra Henry Fonda e Terence Hill nel film italiano Il mio nome è Nessuno del 1973.